# 聖哈辛托 (烏拉圭)
34°33′S 55°52′W / 34.550°S 55.867°W

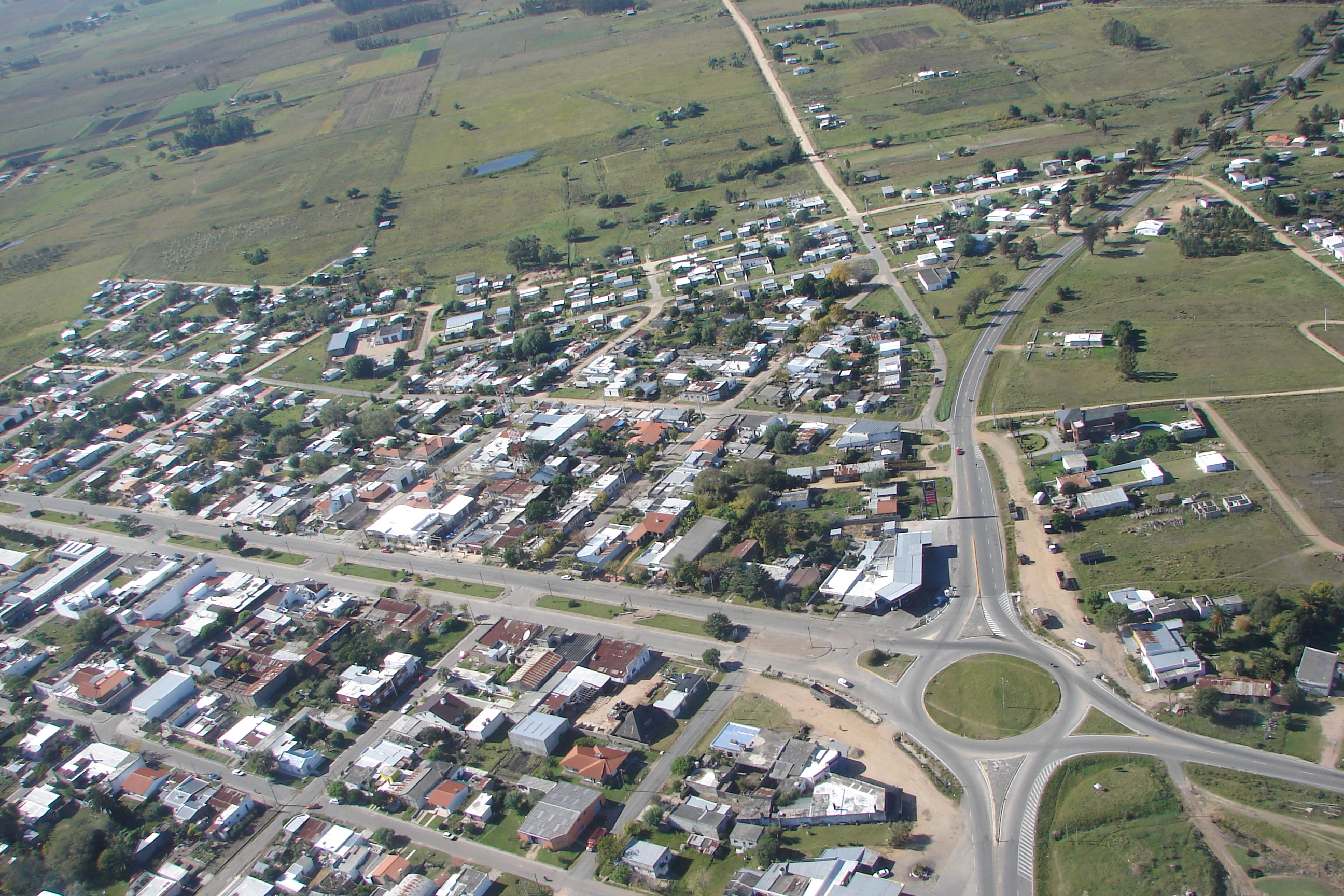

聖哈辛托（西班牙語：San Jacinto），是烏拉圭的城鎮，位於該國南部，由卡內洛內斯省負責管轄，處於蒙得維的亞東北面約53公里，距離卡內洛內斯36公里，海拔高度47米，2011年人口4,510。